# Kronmyrsjön
Kronmyrsjön är en sjö i Umeå kommun i Västerbotten och ingår i Dalkarlsån-Sävaråns kustområde.